# Ulica Chlebnicka w Gdańsku
Ulica Chlebnicka (dawniej: ulica Ław Chlebowych, niem. Brotbänkengasse) – jedna z ulic w Gdańsku na Głównym Mieście. Wymieniana już w 1337 (jako platea pistorum), 1382 platea panum. Nazwa pochodzi od znajdujących się tu ław (straganów), na których handlowano pieczywem.
Ulica zaczyna się w okolicy Bazyliki Mariackiej (jako przedłużenie ulicy Piwnej) i dochodzi do Bramy Chlebnickiej. Znajduje się na niej kilka godnych uwagi kamienic, wśród których wyróżniają się nr 16 – Dom Angielski, renesansowy, z lat 1568–70; nr 14 – późnogotycki Dom Schlieffów z 1520, z kamienną dekoracją fasady (oba należą do kompleksu kamienic użytkowanych przez Dom Studencki Akademii Sztuk Pięknych w Gdańsku); nr 2 – renesansowa tzw. Szkoła Mariacka z 1581 (obecnie siedziba Gdańskiego Towarzystwa Przyjaciół Sztuki), nr 28 –
wczesnobarokowy dom Holwela z 1652.
23 sierpnia 1907 przy ulicy doszło do katastrofy budowlanej - zawaleniu uległ dom nr 47/48. W wyniku wypadku nikt nie zginął, ale straty materialne były znaczne.
W 2018 zaprezentowano koncepcję budowy kamienic w miejscu dawnych Ław Mięsnych.